# Templo da Esperança
Templo da Esperança era um templo da Roma Antiga dedicado à deusa Esperança (em latim: Spes) localizado no monte Quirinal, na Vicus Longus, cujo traçado equivale atualmente à via Nazionale, no rione Trevi de Roma.

## História
Era vizinho do Templo da Fortuna Euelpis" e do Templo de Febre, um pareamento de divindades comum segundo algumas moedas (Euelpis, Spes e Febris). Nada mais se sabe sobre e sua localização exata é desconhecida.
Os restos do Templo da Esperança que ficava no Fórum Holitório (Velabro) ainda podem ser vistos incorporados à igreja de San Nicola in Carcere.